# George Williams (atleta)
George Williams  es un atleta británico especialista en marcha atlética. 
Consiguió la medalla de bronce en la primera edición de la Copa del Mundo de Marcha Atlética celebrada en 1961 en la ciudad suiza de Lugano sobre la distancia de 20 km.